# 宋安
宋安（1950年4月16日—2017年3月15日），亦译：索安，中文称曾安，柬埔寨茶胶省人，柬埔寨華裔客家人，任柬埔寨王国副首相，为柬埔寨政坛实权人物，于政府内排名第三。特别是商业投资领域是柬埔寨的关键主管领导人之一。柬埔寨客属会馆最高名誉会长，宋安大儿子宋布提武娶柬埔寨首相洪森女儿为妻。
宋安於2017年3月15日18时32分在中華人民共和國北京市的醫院逝世，享年66歲。遺體於3月16日以專機運回金邊，3月19日進行國葬。